# Staffoli
Staffoli è una frazione del comune italiano di Santa Croce sull'Arno, nella provincia di Pisa, in Toscana.
Circondata da campi coltivati e boschi, si estende per circa 4 chilometri quadrati.

## Storia
Fu conosciuto anticamente come Castrum Staffili. Di questo accampamento fortificato se ne ha notizie sin dall'ottavo secolo, come primo insediamento del popolo Longobardo guidato dal sovrano Alboino alla conquista dell'Italia. Di questo piccolo borgo delle Cerbaie, in prossimità della Via Langobardorum, poi trasformatasi nella Via Francigena, si ha tracce in una carta della Comunità di Fucecchio del 17 aprile 1198. La chiesa di San Michele Arcangelo, centro del paese, venne costruita e dedicata all'Arcangelo nel 1629 sulle rovine di una precedente chiesa in stile romanico dedicata a Sant'Andrea, distrutta all'inizio del XVI secolo da un incendio.
A Staffoli, nel 1790 venne edificata Villa Maiorfi. Nei primi anni dell'Ottocento, durante l'esilio di Napoleone sull'isola d'Elba, la villa fu abitata da un ufficiale dell'esercito imperiale francese di nome Facdouelle. Di questo ufficiale si ravvisa un possibile discendente nella lapide commemorativa adiacente alla chiesa di San Michele, fra i nomi dei caduti staffolesi del primo conflitto mondiale. All'abitazione venne affiancato anche un chiesino in stile neogotico, ornato da due piccoli pinnacoli; dagli anni Cinquanta è adibito ad uso profano. Non è al momento possibile verificare lo stato di conservazione dell'edificio ne visitarlo.
Tra il 1944 e il 1945 nella tenuta di Montefalcone nei pressi di Staffoli, fu stabilito un campo base dalla Força Expedicionária Brasileira (FEB), la forza militare brasiliana che ha combattuto in Italia a fianco degli Alleati. I soldati brasiliani costruirono una piccola marginetta, su ispirazione della Grotta di Lourdes, per ricordare i loro caduti e come luogo di preghiera e meditazione.
In una piccola nicchia laterale della marginetta era posta una statuetta della Madonna Nera in cartapesta, andata distrutta, di cui si conserva una foto nell'archivio locale Barontini. Sulla pavimentazione inoltre era presente una lapide su cui, in lingua Portoghese ed Italiana, i soldati brasiliani ricordavano l'evento bellico: "Il II battaglione del deposito della Forza Spedizionaria Brasiliana, che in questo luogo è stato accampato nella Grande Guerra mondiale, lascia qui questo sacro ricordo ispirato dalle tradizioni cattoliche del popolo brasiliano e solennemente inaugurato l'11 marzo 1945". La Marginetta è un monumento unico nel suo genere, costruita a immagine e somiglianza della Grotta di Lourdes, è forse l’unica costruzione realizzata da soldati durante la Seconda guerra mondiale a tema religioso. Fu riscoperta nel 2002 da un cittadino del luogo, attualmente la lapide è conservata da privati.
Il gemellaggio del 2016 con il comune francese di Salindres ha rinsaldato il profondo legame fra le due cittadine. Durante gli anni venti del Novecento molti staffolesi emigrarono proprio a Salindres in cerca di lavoro e di migliori condizioni di vita.

## Cultura

### Eventi
Staffoli è molto noto a livello regionale per la tradizionale "Sagra della pappardella alla lepre", che fra la fine di giugno e luglio, richiama migliaia di persone. È una festa organizzata dalla locale sezione dei donatori di sangue AVIS da ben oltre trentacinque anni. Ma Staffoli non è solo Sagra delle pappardelle alla lepre, bensì è anche sede di una manifestazione denominata Festa della Carità, organizzata dal Movimento Shalom sin dal lontano 1973. Si svolge intorno alla fine del mese di settembre in concomitanza con la festa del santo patrono San Michele Arcangelo con lo scopo di raccogliere fondi a favore delle popolazioni del terzo mondo, con una particolare attenzione al Burkina Faso, uno degli stati africani più poveri del pianeta. Infine segnaliamo ancora questa unica frazione del comune di Santa Croce Sull'Arno come la sede dove da nove anni, ogni prima domenica del mese di settembre, l'Associazione di promozione sociale Staffoli Eventi organizza la tradizionale Festa Medievale nel centro del paese, attirando sempre un grande consenso tra i numerosi visitatori, tanto da essere inserita nel calendario della Regione Toscana riguardante le rievocazioni storiche. 

## Amministrazione

### Gemellaggi
Dal 2016 Staffoli è gemellata con la cittadina francese di Salindres.

## Sport

### Calcio
La principale squadra di calcio della città è G.S. Staffoli A.S.D. che milita nel girone A toscano di Prima Categoria. È nato nel 1975.

### Ciclismo
Staffoli è ogni anno attraversato dalla corsa ciclistica nazionale per Elite/Under 23 "GP del cuoio e delle pelli".
Nel 2009, per la prima volta in assoluto, ospita il passaggio della "Tirreno-Adriatico", corsa professionistica a tappe. Nell'occasione la tappa terminava a Santa Croce sull'Arno con la vittoria di Tyler Farrar.
Sempre nel 2009 ospita il passaggio della 13ª tappa del Giro d'Italia, con arrivo a Firenze e vittoria dell'inglese Mark Cavendish.
Dal 2011 ospita la partenza e l'arrivo del Giro delle Cerbaie, manifestazione cicloturistica creata per promuovere il territorio ancora poco conosciuto delle Cerbaie.